# رایان ایکس-۱۳ ورتیجت
رایان ایکس-۱۳ ورتیجت (به انگلیسی: Ryan X-13 Vertijet) یک هواپیمای تحقیقاتی عمودپرواز بود که در دهه ۵۰ در آمریکا به پرواز درآمد. هدف اصلی این پروژه نشان دادن قابلیت یک جت برای برخاستن عمودی، تغییر حالت به پرواز افقی، و فرود عمودی بود.